# Gogmagog (gruppo musicale)
I Gogmagog sono stati un gruppo heavy metal britannico attivo brevemente a metà anni ottanta.

## Storia
I Gogmagog erano un supergruppo formato dagli ex membri degli Iron Maiden Paul Di'Anno e Clive Burr, l'ex Gillan (nonché futuro membro degli Iron Maiden) Janick Gers, l'ex Def Leppard Pete Willis e l'ex Whitesnake (nonché futuro membro dei Black Sabbath) Neil Murray che registrarono solo l'EP I Will Be There nel 1985.

## Formazione
- Paul Di'Anno - voce
- Pete Willis - chitarra
- Janick Gers - chitarra
- Neil Murray - basso
- Clive Burr - batteria

## Discografia
- 1985 - I Will Be There (EP)